# Jules de Londres
Pour plus de détails, voir Fiche technique et Distribution.
Jules de Londres (The Wrong Arm of the Law) est un film britannique réalisé par Cliff Owen, sorti en 1963.

## Synopsis
Un gang de voleurs est dirigé par Pearly Gates, qui a comme couverture une maison de couture. Leurs opérations sont contrariées par trois Australiens qui se font passer pour des policiers, en profitant des renseignements qui leur sont fournis par Valerie, la petite amie de Gates. Ce dernier négocie une trêve avec Scotland Yard. Mais la confusion entre vrais et faux policiers va fortement compliquer les choses...

## Fiche technique
- Titre : Jules de Londres
- Titre original : The Wrong Arm of the Law
- Réalisation : Cliff Owen
- Scénario : Ray Galton, Alan Simpson, John Antrobus
- Direction artistique : Harry White
- Costumes : James Smith
- Photographie : Ernest Steward
- Son : Bill Howell
- Montage : Tristam Cones
- Musique : Richard Rodney Bennett
- Production : Aubrey Baring
- Production associée : Cecil F. Ford, E.M. Smedley-Aston
- Production exécutive : Robert Velaise
- Société de production : Romulus Films, Robert Velaise Productions
- Société de distribution : British Lion Film Corporation
- Pays d'origine :  Royaume-Uni
- Langue originale : anglais
- Format : Noir et blanc — 35 mm — 1,66:1 — son mono
- Genre : Comédie et film de gangsters
- Durée : 94 minutes
- Dates de sortie : 
  - Royaume-Uni : mars 1963
  - France : 1er juin 1966

## Distribution
- Peter Sellers : Pearly Gates
- Lionel Jeffries : Inspecteur Parker
- Bernard Cribbins : Nervous O'Toole
- Davy Kaye : Trainer King
- Nanette Newman : Valerie
- Bill Kerr : Jack Coombes
- Ed Devereaux : Bluey May
- Reg Lye : Reg Denton
- John Le Mesurier : le commissaire adjoint
- Graham Stark : Sid Cooper
- Martin Boddey : Superintendant Forest
- Irene Browne : la douairière
- Arthur Mullard : Brassknuckles
- Dermot Kelly : Misery Martin
- Vanda Godsell : Annette
- Tutte Lemkow : Siggy Schmoltz
- Barry Keegan : Alf
- Michael Caine : un policier (non crédité)